# Adrianus Franciscus Theodorus van der Heijden

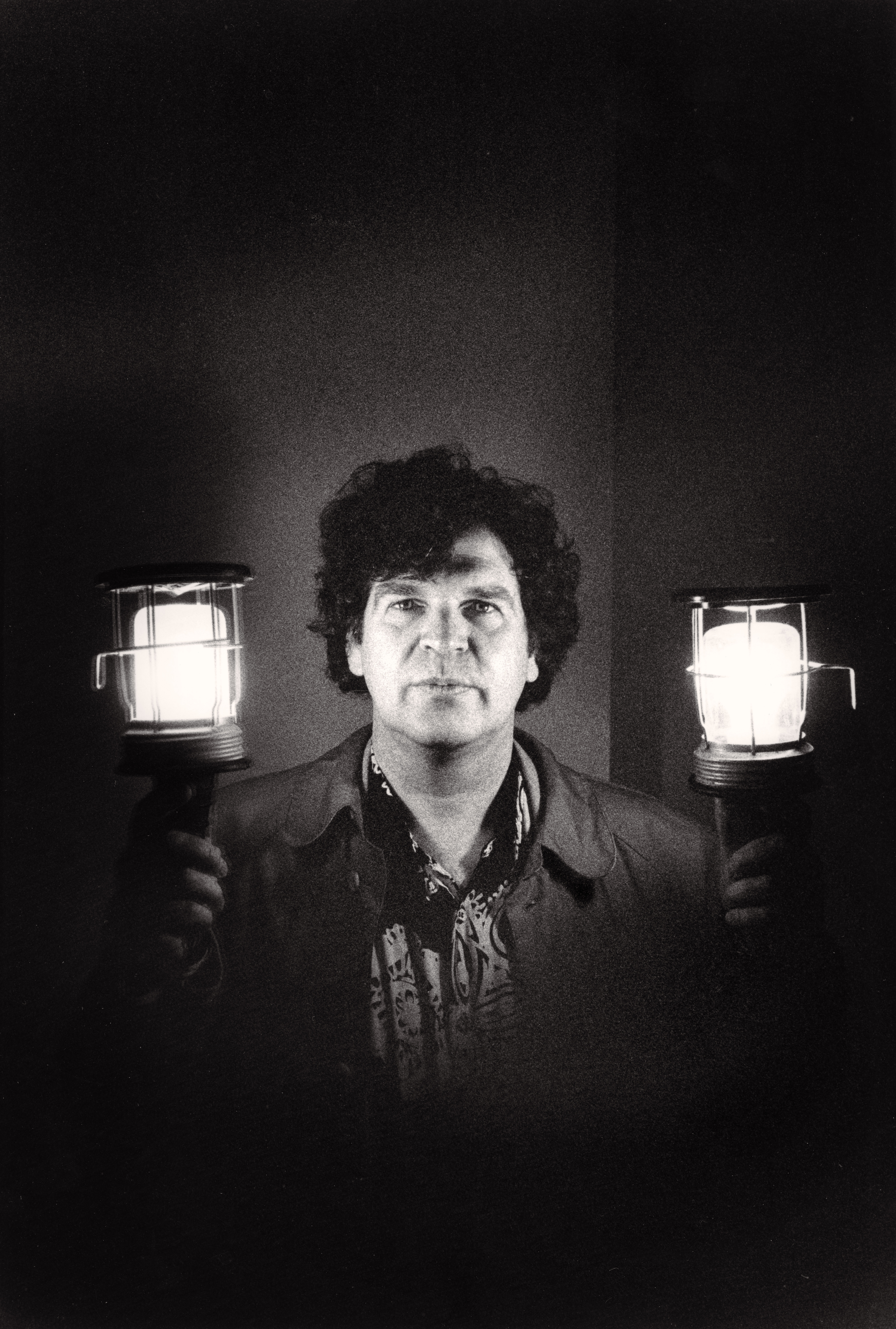
A.F.Th. van der Heijden (1996)

Adrianus Franciscus Theodorus van der Heijden (* 15. Oktober 1951 in Geldrop bei Eindhoven, Niederlande) ist ein niederländischer Schriftsteller.

## Leben
Seine ersten literarischen Versuche unternahm er als Patrizio Canaponi und erhielt 1979 noch unter diesem Pseudonym den niederländischen Literaturpreis für das beste Erstlingswerk (für den Erzählband Eine Gondel in der Herrengracht). Er zählt zu den bedeutendsten niederländischen Schriftstellern der Gegenwart und erhielt 2011 in Auszeichnung seines Lebenswerks den Constantijn Huygensprijs.
Van der Heijden wuchs im niederländischen Dorf Hulst auf. Er besuchte das Sint-Joris-College in Eindhoven, wo er 1969 sein Abitur machte. Bis er nach Amsterdam zog, studierte er Philosophie und Psychologie in Nimwegen.

## Auszeichnungen und Ehrungen
- 2013: P.C.-Hooft-Preis für sein Lebenswerk.[1]
- 2012: Libris-Literaturpreis für Tonio
- 2011: Constantijn Huygensprijs für das Lebenswerk
- 2008: Tzumpreis für den besten Satz (MIM)
- 1997: Goldene Büchereule für Het Hof van Barmhartigheid & Onder het Plaveisel het Moeras
- 1986: Multatuli-Preis für De gevarendriehoek (dt. Das Gefahrendreieck)
- 1979: Anton-Wachter-Preis für Een Gondel in de Herengracht

## Werke

### RomanzyklusDe tandeloze tijd
Wirklich bekannt wurde er durch seinen Romanzyklus Die zahnlose Zeit, der in insgesamt sieben Bänden zwischen 1983 und 1996 erschien. Es handelt sich dabei um einen Gesellschafts- und Zeitroman mit vielen Handlungssträngen und autobiografischen Bezügen. Die einzelnen Romane des Zyklus sind weder auf Niederländisch noch auf Deutsch in der chronologisch richtigen Abfolge erschienen. Die einzelnen Titel lauten:
- De slag om de Blauwbrug 1983. (deutsch: Die Schlacht um die Blaubrücke 2001) (Prolog)
- Vallende Ouders 1983. (deutsch: Fallende Eltern 1997) (1. Teil)
- De Gevarendriehoek 1985. (deutsch: Das Gefahrendreieck 2000) (2. Teil)
- Weerborstels 1992. (deutsch: Der Widerborst 1993) (Intermezzo)
- Het hof van Barmhartigheid 1996. (deutsch: Der Gerichtshof der Barmherzigkeit 2003) (3. Teil, 1. Buch)
- Onder het plaveisel het moeras 1996. (deutsch: Unterm Pflaster der Sumpf 2003) (3. Teil, 2. Buch)
- Advocaat van de Hanen 1990. (deutsch: Der Anwalt der Hähne 1995) (4. Teil)

In einem Begleitband zum Romanzyklus Die zahnlose Zeit erklärt van der Heijden, wie sein Werk entstand. Der Band beschreibt zudem die sich kreuzenden Lebenswege aller Protagonisten:
- Groepsportret. Wie is wie in „De tandeloze tijd“ 1996. (deutsch: Gruppenporträt. Wer ist wer in der „Zahnlosen Zeit“? 2003)

Seit 2013 erscheinen erneut Bände mit dem Personal des Zyklus:
- „De Helleveeg“ 2013. (deutsch: „Das Biest“ 2016, Suhrkamp Verlag, Berlin, ISBN 978-3-518-74767-4)
- „Kwaadschiks“ 2016.

### Weitere Werke
- Een gondel in de Herengracht 1978.
- De draaideur 1979. (deutsch: Die Drehtür 1997)
- De Sandwich. Een requiem 1986.[2]
- Het leven uit een dag 1988. (deutsch: Ein Tag, ein Leben 1992)
- Asbestemming 1994.
- Engelenplaque. Notities von alldag 2003. (deutsch: Engelsdreck. Notizen aus dem Alltag 2006)
- Drijfzand kolonisieren. De erven Movo 2006. (deutsch: Treibsand urbar machen. Movos Erben 2008)
- Tonio / druk 2: een requiemroman 2010. (deutsch: Tonio – Ein Requiemroman. Aus dem Niederländischen von Helga van Beuningen. Suhrkamp Verlag, Berlin 2011, ISBN 978-3-518-42259-5)
- De ochtendgave 2015.

A. F. Th. van der Heijden arbeitet mittlerweile an einem weiteren Romanzyklus namens „Homo Duplex“.
- De Movo Tapes (Homo duplex 0) 2003 (Prolog) (deutsch: Die Movo-Tapes, Berlin: Suhrkamp, 2007, ISBN 978-3-518-41923-6)
- Het schervengericht (Homo duplex 1) 2007 (deutsch: Das Scherbengericht, Berlin: Suhrkamp, 2010, ISBN 978-3-518-42140-6)

Alle Werke von A.F.Th. van der Heijden erscheinen auf Deutsch bei Suhrkamp und wurden von Helga van Beuningen übersetzt.